# Sabre de Honra do General Osório
O Sabre de Honra do General Osório é uma arma do tipo sabre que foi confeccionada em 1871, depois da Guerra do Paraguai, a pedido do Coronel Manuel Deodoro da Fonseca, para homenagear o General Osório.
O sabre foi projetado pelo Nicola Facchinetti com ajuda dos pintores Victor Meirelles e Pedro Américo, foi confeccionado pelo Mestre Valentim e cinzelado pelo escultor Chaves Pinheiro. Teve um custo de quinze Contos de Réis. É um patrimônio histórico nacional, tombado pelo Instituto do Patrimônio Histórico e Artístico Nacional (IPHAN), na data de 08 de abril de 1978, sob o processo de nº 955-T-1977.
Atualmente está exposto no Museu Histórico do Exército, localizado no Forte de Copacabana, na cidade do Rio de Janeiro.

## Características
O sabre foi confeccionado em aço e revestida em ouro, platina e pedras preciosas, Em seu punho foi esculpido uma cabeça de leão, um "grifo" e grafado “O Exército, ao Bravo Osório”. Na guarda do punho foi esculpida, em um lado, a cena de uma batalha e grafado “Guerra do Paraguai” no outro lado. No sabre foi grafado “Passo da Pátria; Tuiuti; Humaitá; Avaí”, de um lado, e do outro lado, em letras de ouro, “Campanha do Paraguai”.